# Departamentul Canindeyú (Paraguay)
Departamentul Canindeyú este unul dintre cele 17 departamente din Paraguay. Capitala este orașul Salto del Guairá. Canindeyú provine din cuvintele guaraniene Kaninde - macaw; ju - galben, ara albastru-și-galben (Ara ararauna).

## Districte
Departamentul este împărțit în 13 districte:
1. Corpus Christi
2. Curuguaty
3. General Francisco Caballero Alvarez (Puente Kyhá)
4. Itanará
5. Katueté
6. La Paloma
7. Nueva Esperanza
8. Salto del Guairá
9. Villa Ygatimí
10. Yasy Cañy
11. Ypehú
12. Ybyrarobaná
13. Yby Pytá

Partea de est a Canindeyu este foarte verde; în mare parte dealuri mici și ferme de soia. O parte însemnată a populației este formată din imigranți brazilieni.